# The Norman Fucking Rockwell Tour
The Norman Fucking Rockwell Tour es la sexta gira de conciertos y cuarta mundial de la artista estadounidense Lana Del Rey realizada con el objetivo de promocionar su sexto álbum de estudio Norman Fucking Rockwell (2019). La gira se anunció el 1 de agosto de 2019, y se espera que sea iniciada el 21 de septiembre de 2019 en el Northwell Health at Jones Beach Theater de Wantagh. La primera etapa de la gira será de ocho conciertos realizados en América del Norte, mientras que la segunda etapa será por Europa.

## Antecedentes
Poco después del lanzamiento de su quinto álbum de estudio, Lust for Life (2017), la cantante declaró que había comenzado a trabajar en su nuevo material discográfico. El 21 de julio de 2019 se anunció la fecha del lanzamiento del álbum para el día 30 de agosto del mismo año, tras esto Lana Del Rey anunció el día 1 de agosto que se embarcaría en una gira para promocionar dicho álbum. Ese mismo día, también lanzó el tráiler del álbum de Norman Fucking Rockwell.
Los primeros conciertos de la gira serán principalmente a lo largo de América del Norte, con presentaciones en las principales ciudades de Canadá y Estados Unidos. En la segunda etapa se realizarán espectáculo en países europeos como Francia, Inglaterra, Escocia, Irlanda y Alemania anunciados por la cantante a través de sus redes sociales.

## Fechas
| Fecha                    | Ciudad        | País           | Lugar                                   |
| ------------------------ | ------------- | -------------- | --------------------------------------- |
| América del Norte        |               |                |                                         |
| 21 de septiembre de 2019 | Wantagh       | Estados Unidos | Northwell Health at Jones Beach Theater |
| 30 de septiembre de 2019 | Vancouver     | Canadá         | Rogers Arena                            |
| 2 de octubre de 2019     | Seattle       | Estados Unidos | WaMu Theater                            |
| 3 de octubre de 2019     | Portland      | Estados Unidos | Moda Center                             |
| 6 de octubre de 2019     | Berkeley      | Estados Unidos | Hearst Greek Theatre                    |
| 8 de octubre de 2019     | Sacramento    | Estados Unidos | Sacramento Memorial Auditorium          |
| 10 de octubre de 2019    | Los Ángeles   | Estados Unidos | Hollywood Bowl                          |
| 11 de octubre de 2019    | San Diego     | Estados Unidos | CalCoast Credit Union Open Air Theatre  |
| 3 de noviembre de 2019   | Albuquerque   | Estados Unidos | Centro de Convenciones de Albuquerque   |
| 4 de noviembre de 2019   | Denver        | Estados Unidos | Centro de Convenciones de Denver        |
| 6 de noviembrne de 2019  | Sioux Falls   | Estados Unidos | The District                            |
| 8 de noviembre de 2019   | Chicago       | Estados Unidos | Aragon Ballroom                         |
| 10 de noviembre de 2019  | Des Moines    | Estados Unidos | Community Choice Convention Center      |
| 11 de noviembre de 2019  | Madison       | Estados Unidos | The Sylvee                              |
| 13 de noviembre de 2019  | Omaha         | Estados Unidos | Slosburg Hall                           |
| 14 de noviembre de 2019  | Kansas City   | Estados Unidos | Uptown Theater                          |
| 16 de moviembre de 2019  | Wichita       | Estados Unidos | Cotillion Ballroom                      |
| 17de noviembre de 2019   | Oklahoma City | Estados Unidos | The Criterion                           |
| 19 de noviembre de 2019  | Nashville     | Estados Unidos | Auditorio Municipal de Nashville        |
| Asia                     |               |                |                                         |
| 30 de noviembre de 2019  | Abu Dabi      | EAU            | Du Arena                                |

## Fechas Canceladas
| Fecha                 | Ciudad       | País           | Lugar                      | Motivo               |
| --------------------- | ------------ | -------------- | -------------------------- | -------------------- |
| 21 de febrero de 2020 | Ámsterdam    | Países Bajos   | Ziggo Dome                 | Enfermedad           |
| 23 de febrero de 2020 | París        | Francia        | AccorHotels Arena          | Enfermedad           |
| 25 de febrero de 2020 | Londres      | Reino Unido    | The O2 Arena               | Enfermedad           |
| 26 de febrero de 2020 | Mánchester   | Reino Unido    | Manchester Arena           | Pandemia de COVID-19 |
| 28 de febrero de 2020 | Glasgow      | Reino Unido    | OVO Hydro                  | Pandemia de COVID-19 |
| 29 de febrero de 2020 | Birmingham   | Reino Unido    | Resorts World Arena        | Pandemia de COVID-19 |
| 2 de marzo de 2020    | Berlín       | Alemania       | Mercedes-Benz Arena        | Pandemia de COVID-19 |
| 3 de marzo de 2020    | Colonia      | Alemania       | Lanxess Arena              | Pandemia de COVID-19 |
| 27 de marzo de 2020   | Santiago     | Chile          | Parque O’Higgins           | Pandemia de COVID-19 |
| 29 de marzo de 2020   | Buenos Aires | Argentina      | Hipódromo de San Isidro    | Pandemia de COVID-19 |
| 31 de marzo de 2020   | Asunción     | Paraguay       | Hipódromo de Asunción      | Pandemia de COVID-19 |
| 3 de abril de 2020    | São Paulo    | Brasil         | Autodromo José Carlos Pace | Pandemia de COVID-19 |
| 12 de abril de 2020   | Indio        | Estados Unidos | Empire Polo Club           | Pandemia de COVID-19 |
| 19 de abril de 2020   | Indio        | Estados Unidos | Empire Polo Club           | Pandemia de COVID-19 |
| 15 de mayo de 2020    | Gulf Shires  | Estados Unidos | 101 East Beach Boulevard   | Pandemia de COVID-19 |
| 5 de junio de 2020    | Barcelona    | España         | Parque del Fórum           | Pandemia de COVID-19 |
| 7 de junio de 2020    | París        | Francia        | Bosque de Vincennes        | Pandemia de COVID-19 |
| 9 de junio de 2020    | Verona       | Italia         | Arena di Verona            | Pandemia de COVID-19 |
| 12 de junio de 2020   | Oporto       | Portugal       | Parque da Cidade do Porto  | Pandemia de COVID-19 |
| 14 de junio de 2020   | Mánchester   | Estados Unidos | Great State Park           | Pandemia de COVID-19 |
| 27 de junio de 2020   | Pilton       | Inglaterra     | Worthy Farm                | Pandemia de COVID-19 |